# Condado de Benton (Minnesota)
El condado de Benton (en inglés: Benton County) es un condado en el estado estadounidense de Minnesota. En el censo de 2000 el condado tenía una población de 34.226 habitantes. Forma parte del área metropolitana de St. Cloud. La sede de condado es Foley. El condado fue fundado el 27 de octubre de 1849 y fue nombrado en honor a Thomas Hart Benton, un senador de Misuri.

## Geografía
Según la Oficina del Censo, el condado tiene un área total de 1.070 km² (413 sq mi), de la cual 1.057 km² (408 sq mi) es tierra y 13 km² (5 sq mi) (1,14%) es agua.

### Condados adyacentes
- Condado de Mille Lacs (noreste)
- Condado de Sherburne (sureste)
- Condado de Stearns (suroeste)
- Condado de Morrison (noroeste)

## Autopistas importantes
- U.S. Route 10
- Ruta estatal de Minnesota 15
- Ruta estatal de Minnesota 23
- Ruta estatal de Minnesota 25
- Ruta estatal de Minnesota 95

## Demografía
En el  censo de 2000, hubo 34.226 personas, 13.065 hogares y 8.518 familias residiendo en el condado. La densidad poblacional era de 84 personas por milla cuadrada (32/km²). En el 2000 había 13.460 unidades habitacionales en una densidad de 33 por milla cuadrada (13/km²). La demografía del condado era de 96,22% blancos, 0,78% afroamericanos, 0,52% amerindios, 1,15% asiáticos, 0,05% isleños del Pacífico, 0,35% de otras razas y 0,94% de dos o más razas. 0,90% de la población era de origen hispano o latino de cualquier raza. 
La renta promedio para un hogar del condado era de $41.968 y el ingreso promedio para una familia era de $51.277. En 2000 los hombres tenían un ingreso medio de $33.214 versus $22.737 para las mujeres. La renta per cápita para el condado era de $19.008 y el 7,10% de la población estaba bajo el umbral de pobreza nacional.

## Ciudades y pueblos
| - Foley - Gilman - Minden | - Oak Park - Rice - Ronneby | - Royalton - Sartell | - Sauk Rapids - St. Cloud |

### Municipios
- Municipio de Alberta
- Municipio de Gilmanton
- Municipio de Glendorado
- Municipio de Graham
- Municipio de Granite Ledge
- Municipio de Langola
- Municipio de Mayhew Lake
- Municipio de Maywood
- Municipio de Minden
- Municipio de Sauk Rapids
- Municipio de St. George
- Municipio de Watab